# Rutvica
Rutvica (menjek, lat. Ruta), biljni rod iz porodice rutovki (Rutaceae). Većinu vrsta opisao je Linnaeus, a u rodu je priznato 9 vrsta
U Hrvartskoj rastu tri vrste, Ruta angustifolia, smrdljiva rutvica, i jezičac ili ruta gorska, poznata i kao ruta sinja i ruda divja. To je otporna, zimzelena višegodišnja biljka, ljekovita, ali i opasna jer prilikom rukovanja može izazvati fitofotodermatitis, odnosno fototoksičnu dermatozu, koja se očituje pojavom crvenila i plikova na koži, pa se preporuča nošenje rukavica prilikom branja ove vrste

## vrste
- Ruta angustifolia Pers.
- Ruta chalepensis L.
- Ruta corsica DC.
- Ruta graveolens L.
- Ruta lamarmorae Bacch., Brullo & Giusso
- Ruta microcarpa (Svent.) Agullo et al.
- Ruta montana (L.) L.
- Ruta oreojasme Webb & Berth.
- Ruta pinnata L. fil.

## Vanjske poveznice
|  | Zajednički poslužitelj ima još gradiva o temi Ruta |
|  | Wikivrste imaju podatke o taksonu Ruta             |